# Systemische Gesellschaft
Die Systemische Gesellschaft (SG) – Deutscher Verband für systemische Forschung, Therapie, Supervision und Beratung e. V. ist ein 1993 gegründeter berufsübergreifender Fachverband. Sitz des gemeinnützig anerkannten Vereins ist Berlin, dort befindet sich auch die Geschäftsstelle.
Die SG wurde als Dachverband der systemischen Institute in Deutschland gegründet, um die Systemische (Psycho-)Therapie, Beratung und Forschung zu fördern. Der Verband vertritt aktuell 49 Weiterbildungsinstitute, davon drei in Österreich und der Schweiz, und knapp 4000 natürliche Personen als Einzelmitglieder sowie 27 Ehrenmitglieder (Stand 4. November 2019). Eine enge Kooperation pflegt die SG mit ihrem Schwesterverband, der Deutschen Gesellschaft für Systemische Therapie, Beratung und Familientherapie (DGSF).
Die SG gibt mit der Österreichischen Arbeitsgemeinschaft für systemische Therapie und systemische Studien (ÖAS) die Fachzeitschrift systeme heraus und veranstaltet jährlich wissenschaftliche Tagungen zu Entwicklungen in der systemischen Szene. Erster Vorsitzende des Vorstands der SG war von 1993 bis 1999 Kurt Ludewig. Es folgten von 1999 bis 2005 Arist von Schlippe, von 2005 bis 2013 Cornelia Oestereich und von 2013 bis 2019 Ulrike Borst. Seit dem 27. Mai 2021 ist Sascha Kuhlmann 1. Vorsitzender, 2. Vorsitzende ist Susanne Busching.
Die Etablierung von verbindlichen Weiterbildungscurricula und -richtlinien sowie die Vergabe von Zertifikaten für abgeschlossene Weiterbildungen zählt mit zu den wichtigsten Qualitätsentwicklungen der SG. Die Zertifikate der Systemischen Gesellschaft, ebenso wie die der DGSF, gelten als Qualitätskriterium einer systemischen Weiterbildung. Die SG vergibt Zertifikate in sechs Bereichen:
- Systemische/r Berater/in (SG) sowie Lehrende/r für Systemische Beratung (SG)
- Systemische/r Therapeut/in sowie Lehrende/r für Systemische Therapie (SG)
- Systemische/r Supervisor/in (SG) sowie Lehrende/r für Systemische Supervision (SG)
- Systemische/r Coach (SG) sowie Lehrende/r für Systemisches Coaching (SG)
- Systemische/r Kinder- und Jugendlichentherapeut/in (SG)
- Systemische/r Organisationsentwickler/in (SG)

Die SG setzte sich gemeinsam mit der DGSF für eine wissenschaftliche Anerkennung der systemischen (Psycho-)Therapie ein. 2008 waren beide Verbände mit ihrem Antrag beim Wissenschaftlichen Beirat Psychotherapie (WBP) erfolgreich. Ende 2019 ist Systemische Therapie als Psychotherapieverfahren für Erwachsene in die Versorgungsleistungen der gesetzlichen Krankenkassen aufgenommen worden.

## Bekannte Mitglieder
- Fritz B. Simon
- Gunther Schmidt
- Insa Sparrer
- Matthias Varga von Kibéd
- Arist von Schlippe
- Tom Levold
- Mohammed El Hachimi
- Michael Grabbe
- Arnold Retzer
- Kurt Ludewig
- Jürgen Kriz
- Hans Rudi Fischer
- Johann Jakob „Haja“ Molter
- Lothar Krapohl
- † Jochen Schweitzer
- † Helm Stierlin
- † Rosmarie Welter-Enderlin
- † Heinz J. Kersting